# City Point
Le City Point est un ensemble de trois gratte-ciel résidentiel situés à Brooklyn à New York aux États-Unis. La tour I, construite en 2015, s'élève à 110 mètres. La tour II, terminée en 2016, mesure 160 mètres et la tour III dont les travaux ont commencé en 2017 devrait être finie en 2021 et s'élèvera à 212 mètres.